# Hexathele petriei
Hexathele petriei är en spindelart som beskrevs av Goyen 1887. Hexathele petriei ingår i släktet Hexathele och familjen Hexathelidae. Inga underarter finns listade i Catalogue of Life.